# Frédérique Clémençon
Frédérique Clémençon (née en 1967) est une écrivaine française.

## Biographie
Frédérique Clémençon est née en 1967 à Montmorillon (Vienne) de parents agriculteurs.
Son premier roman, Une saleté, lui vaut le prix Robert Walser du premier roman en 1998. Le second, Colonie, remporte le Prix Céleste 2003 ainsi que le prix Gironde-Nouvelles-Ecritures 2004. Son troisième roman, Traques, est paru en janvier 2009 aux Éditions de l'Olivier.
En 2011, elle obtient le Prix Boccace pour son recueil de nouvelles Les petits, paru également aux Éditions de l'Olivier.

## Publications
- Une saleté, Paris, Éditions de Minuit, 1998 (ISBN 978-2-7073-1626-4, LCCN 98157456, lire en ligne)
- Colonie, Paris, Éditions de Minuit, 2003, 206 p. (ISBN 978-2-7073-1845-9, lire en ligne)
- Traques, Paris, Éditions de L'Olivier, 2009, 159 p. (ISBN 978-2-87929-649-4, lire en ligne)
- Les petits, Paris, Éditions de L'Olivier, 2011, 199 p. (ISBN 978-2-87929-727-9, OCLC 696727642, LCCN 2011401568, lire en ligne)
- L'hiver dans la bouche, Flammarion, 2016
- Les méduses, Flammarion, 2020
- Dans la forêt glacée, Flammarion, 2022